# Анри Кало
Анри Кало (фр. Henri Callot; Ла Рошел, 20. децембар 1875 — Париз, 22. децембар 1956) је био француски мачевалац који се такмичио на првим Олимпијским играма 1896. у Атини
Учествовао је у дисциплини флорет и до финала је стигао као победник своје групе, у којој је остварио све три победе. У финалу је поражен од свог земљака Гравелота са 3:2.

## Резултати
| Меч    | Победник                     | Тушеви | Поражени                            |
| ------ | ---------------------------- | ------ | ----------------------------------- |
| A2     | Анри Кало Француска          | 3-2    | Јоанис Пулос Грчка                  |
|        |                              |        |                                     |
| A4     | Анри Кало Француска          | 3-1    | Анри Делаборд Француска             |
|        |                              |        |                                     |
| A5     | Анри Кало Француска          | 3-1    | Перикле Пјеракос Мавромихалис Грчка |
| Финале | Ежен Анри Гравелот Француска | 3-2    | Анри Кало Француска                 |